# Reguła oktetu

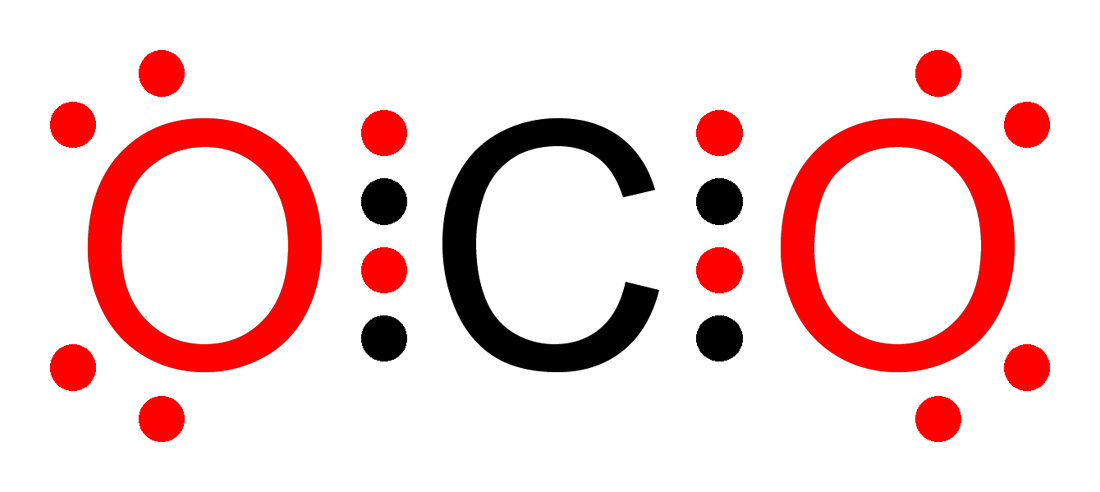
Wzór dwutlenku węgla z uwidocznieniem elektronów (kropki). Każdy atom ma oktet elektronów walencyjnych

Reguła oktetu (zwana także regułą helowca) – atomy pierwiastków dążą do uzyskania konfiguracji elektronowej najbliżej położonego gazu szlachetnego w układzie okresowym pierwiastków, czyli do uzyskania układu oktetu (ośmiu) elektronów walencyjnych (z wyjątkiem dążenia do uzyskania konfiguracji helu, posiadającego jedynie dwa elektrony). Atomy osiągają to przez oddanie, przyjęcie lub uwspólnienie elektronów z innym atomem.
Reguła oktetu wynika z korzystnego energetycznie całkowitego zapełnienia orbitali s (2 elektrony) i p (6 elektronów) znajdujących się na powłokach walencyjnych pierwiastków grup głównych.
Znane są liczne odstępstwa od reguły oktetu:
- związki hipowalencyjne posiadające atom(y) z niepełnym oktetem; przykłady: karbeny lub liczne związki boru (np. BF3) z sześcioma elektronami walencyjnymi;
- związki hiperwalencyjne posiadające atom(y) z więcej niż oktetem; przykłady: halogenki cięższych pierwiastków 15 i 16 grupy układu okresowego, np. PCl5 i SF6;
- rodniki, posiadające nieparzystą liczbę elektronów walencyjnych; przykłady: Cl•, tlenek azotu(II);

W związkach metali przejściowych stosowana jest reguła 18 elektronów, w której uwzględnia się zapełnianie orbitali d (10 elektronów).